# فالونغو
فالونغو (بالبرتغالية: Valongo Municipality‏) هي بلدية تقع في البرتغال بمحافظة بورتو.[بحاجة لمصدر] يقدر عدد سكانها بـ 97,858 نسمة ومساحتها 75,13 كم2 .

## أعلام
- جواو بيدرو موريرا مينديز
- جويل فيريرا
- جواو كونا